# آورکان
آورکان (انگلیسی: Aurecon) شرکت مهندسی استرالیایی است، که در سال ۲۰۰۹ تأسیس شد.